# Łukasz Kokoszko
Łukasz Kokoszko (ur. 1992, we Wrocławiu) – polski gitarzysta i kompozytor jazzowy, członek zespołu SoundMeck i muzyk w formacji Pawła Wszołka (na albumach „Choice” i „Faith”). Absolwent Akademii Muzycznej w Katowicach. Autorski, debiutancki album zaprezentował w 2018 r. („New Challenge”). Nominowany do Fryderyka 2019 w kategorii «Debiut Roku – Jazz».

## Dyskografia

### Albumy autorskie
| Rok  | Dane dot. albumu                                                                                 |
| ---- | ------------------------------------------------------------------------------------------------ |
| 2018 | New Challenge - Wydany: 7 lipca 2018 - Wytwórnia: Sjrecords - Wykonawca: Łukasz Kokoszko Quartet |

## Nagrody i wyróżnienia
- 2015: Grand Prix na festiwalu Tarnów Jazz Contest z zespołem SoundMeck
- 2017: Grand Prix na Międzynarodowym Konkursie Improwizacji Jazzowej w Katowicach
- 2017: III miejsce w Konkursie na Indywidualność Jazzową w ramach 56. Festiwalu Jazz nad Odrą we Wrocławiu
- 2017: III miejsce i nagroda specjalna Alicji Śmietany w ramach drugiego Konkursu im. Jarosława Śmietany w Krakowie
- 2019: nominacja do Fryderyka 2019 w kategorii «Debiut Roku – Jazz»